# Бородкин, Николай Мартынович
Никола́й Марты́нович Боро́дкин — советский хозяйственный, государственный и политический деятель.

## Биография
Родился в 1905 году. Член ВКП(б).
С 1918 года — на хозяйственной, общественной и политической работе. В 1918—1970 гг. — батрак в селе Бурминка Рязанской области, стрелочник, ремонтный рабочий станции Болшево, начальник железнодорожной ветки Болшево — Костино, заведующий плановым отделом обувной фабрики, заместитель директора фабрики в Болшевской трудовой коммуне. Председатель исполкома Мытищинского районного Совета. Председатель Владивостокского горисполкома. Заместитель председателя исполкома горсовета, заведующий оргинструкторским отделом исполкома, председателем Совета ветеранов партии в Королёве Московской области.
Избирался депутатом Верховного Совета РСФСР 3-го созыва. Почётный гражданин Королёва.
Умер в 1985 году.